# Alpitour
Alpitour è un'azienda italiana operante nel settore del turismo.

## Storia
La società viene fondata a Cuneo nel 1947 da Lorenzo Isoardi. Inizialmente si chiama Alpi e si occupa dell'organizzazione di spostamenti in gruppo per grandi comitive. Nel 1951, l'azienda ottiene la rappresentanza della Linee Aeree Italiane (confluita nel 1957 in Alitalia).
Nel 1960 inizia a dedicarsi al turismo e inizia a occuparsi anche di destinazioni estere e a lungo raggio. Nel 1970, l'azienda cambia nome in Alpitour.
Nel 1992, IFIL Investments, holding di investimenti del gruppo Agnelli, diventa azionista di Alpitour, arrivando a detenere il 100% delle azioni nel 2001.
Nel 1998, Alpitour acquista il tour operator piemontese Francorosso e crea il gruppo Alpitour World.
Nell'aprile 2012 Alpitour World viene acquistata dai fondi Wise Sgr e J. Hirsch & co., a cui si affiancano altri soci finanziari tra cui Network Capital Partners. Gli Agnelli escono gradualmente di scena, mentre Gabriele Burgio viene nominato amministratore delegato.
Tra il 2014 e il 2016, Alpitour acquista Press Tours, Swan Tour e Sardegna.com.
Nel marzo 2017 Asset Italia, controllata dalla società d'investimento Tamburi Investment Partners, rileva il 32,67% di Alpitour, sottoscrivendo un aumento di capitale di 120 milioni di euro. A maggio dell'anno successivo, Asset rileva anche Wise Sgr e J. Hirsch & co., arrivando a detenere il 70% di Alpitour World. Viene quindi fondata una nuova società, Alpiholding, controllata per il 49,9% da Asset Italia e per la restante parte da altri azionisti.
Nell'aprile 2018 Alpitour World acquista Eden Viaggi e nel luglio dello stesso anno, Press Tours e Swan Tour vengono fuse in Press&Swan. Nel marzo 2021, le due società vengono fuse con Alpitour.
Nel 2020, durante la pandemia di COVID-19, Alpitour World è parte attiva nel Manifesto per il Turismo Italiano per portare l’attenzione sulla crisi del settore. Il gruppo compie anche azioni umanitarie rimpatriando oltre 40.000 cittadini italiani da 68 stati nel mondo e fornendo oltre 4.000 tonnellate di aiuti umanitari.

## Dati economici
Nel 2017 i ricavi sono stati di 1,22 miliardi di euro con un utile di 10,5 milioni. Nel 2018 il fatturato ha toccato 1,68 miliardi di euro.
Nel 2019 Alpitour ha registrato un fatturato di 1,99 miliardi di euro.
Nel 2020, a causa dell'emergenza COVID-19, il fatturato è stato di 750 milioni di euro, mentre il 2021 si è chiuso con un fatturato di 598 milioni.
Nel 2022 il fatturato è di oltre 1,6 miliardi di euro.